# Rafa Ugarte
Rafael Ángel Ugarte Quirós (San José, 13 de febrero de 1968) es un músico y compositor costarricense, más conocido como Rafa Ugarte. Generalmente recordado como el exbaterista del grupo de rock costarricense Inconsciente Colectivo, Ugarte ha incursionado en varios estilos musicales a través de su carrera profesional, aunque actualmente se encuentra retirado.

## Biografía
Rafa Ugarte nació y creció en San José en el seno de una familia de clase media, siendo hijo de Rafael Ángel Ugarte Camareno, un mecánico industrial, y de Mildred Quirós Cambronero, maestra de educación primaria.
Asistió a la Escuela República del Paraguay, lugar en donde tuvo contacto por primera vez con la música, al tocar el redoblante en la banda de la escuela.
Alrededor de los 13 años de edad, empezó a escuchar a uno de los grupos que más lo llegaron a influenciar: Journey (al escuchar la canción Don´t stop believing), grupo que lo mantuvo por un tiempo inclinado primordialmente hacia el Rock pop y el Rock progresivo. Sin embargo, fue al escuchar el Álbum Love at First Sting del grupo alemán Scorpions cuando empezó a inclinarse por el Heavy metal.
A los 17 años de edad recibió de su padre su primera batería: era marca Premier, de segunda mano y no tenía platillos, pero eventualmente le ayudó bastante en su aprendizaje  prácticamente autodidacta (realizó algunos estudios en la Escuela de Artes Musicales de la Universidad de Costa Rica). Es aquí cuando formó parte por primera vez de un grupo musical: una banda cristiana.
Después de dejar el grupo, Ugarte visitó la casa de una amiga en la Ygriega, lugar en donde conoció a su futuro compañero musical: Eduardo Carmona, que en ese entonces solo se dedicaba a tocar guitarra en fiestas familiares. Eventualmente, los intereses y gustos musicales de ambos resultaron ser similares y además, complementarios, dando origen a una estrecha relación de carácter amistoso y musical a la vez.
Poco después de haberse conocido, empezaron a tocar juntos en el coro de la iglesia de Barrio Córdoba, momento en el que Carmona dejó la guitarra para empezar a tocar el instrumento que, de cierta manera, más lo representa: el bajo.

## Carrera musical

### Inicios
En 1990 participó junto a Eduardo Carmona y su hermano mayor, Ronny Ugarte, en el Festival Grano de Oro, obteniendo el 2.º lugar. Para ese entonces, Ugarte aún utilizaba la batería marca Premier mencionada anteriormente, junto a unos platillos prestados. La canción que interpretaron se llamaba "La guerra y la paz", compuesta en su totalidad por el mismo Ugarte. Un año después, Ugarte colaboró temporalmente con el trovador costarricense Esteban Monge.
El año siguiente, participaron en el concurso "Hecho en casa" en la desaparecida Radio 1, ya bajo el nombre de ¿Por qué no? con la canción "Humedad de mejillas", compuesta en conjunto por los 3 integrantes. El jurado estaba compuesto por Bernal Villegas y José Capmany.
Es en este momento en donde Ugarte obtiene una batería marca Yamaha, esta vez nueva. Además de esto, conoce a Oscar Marín, futuro sonidista de Rubén Blades. Realizaron unas grabaciones en conjunto, pero al final nunca salió nada. Corría 1993.
Marín llevó a Carmona y a Ugarte a conocer al grupo Spanglish, que en ese entonces estaba a punto de disolverse. Ambos llegaron a formar parte del grupo, aunque Carmona decidió irse con el tiempo; Ugarte continuó en el grupo hasta que se devolvió.
En 1995, Ugarte contactó a Carmona y de esta manera empezaron a tocar en Blues Machine, hasta que en 1997 se concretó la unión a Inconsciente Colectivo, momento clave en su carrera como músico.

### Carrera con Inconsciente Colectivo
En 1997, Pato Barraza, cantante de Inconsciente Colectivo, estableció contacto con ambos músicos, después de haberlos observado mientras tocaban en Blues Machine. Es aquí en donde Inconsciente Colectivo empieza a tomar su formato de trío y a ensayar las canciones que llegarían a conformar el Pastillas antidepresivas, religiones y demás... para el alma
, disco que vería la luz en 1998.
En ese entonces, Ugarte llegó a tocar con los 2 grupos al mismo tiempo, hasta que Blues Machine se disolvió. De esta manera, Inconsciente Colectivo se convirtió en el proyecto musical prioritario para Ugarte.
En Inconsciente Colectivo, además de tocar la batería, Ugarte ocupó un cargo fundamental en los coros y en los arreglos de algunas canciones, como Cautiva de mar.
Con este grupo logró publicar 3 discos, incluyendo uno que registra material en vivo, el Inconscierto, nombre ideado por Ugarte.
Ugarte se mantendría en Inconsciente Colectivo hasta que el grupo se disolvió, a principios del 2004.

### EVA y actualidad
Después de su paso por Inconsciente Colectivo, Ugarte decidió formar un grupo por su propia cuenta junto a unas amistades de Puntarenas en el 2005. Ugarte bautizó a la agrupación como EVA.
Sin embargo, después de grabar un demo de 4 canciones y de realizar unos pocos conciertos, el grupo se disolvió, sin llegar a concretar un disco.
Desde ese entonces Ugarte se encuentra inactivo en la escena musical local, dedicándose en la actualidad a una profesión que ha desempeñado en conjunto con la música desde hace varios años atrás: soldador industrial.

## Estilo e influencias
Rafa Ugarte tiene como influencias principales a bateristas como Jeff Porcaro (Toto), Steve Smith (Journey) y Kin Rivera Padre, baterista costarricense. Además, declara ser influenciado por el cantante norteamericano Richard Marx.
Tenía un estilo predominantemente Shuffle a la hora de tocar la batería.

## Drum Set
Rafa Ugarte ha usado a lo largo de su carrera musical un número considerable de baterías, siendo la primera una Premier.
Después de la Premier, utilizó por largo tiempo una Yamaha Rock n´ Road negra, con pedales DW (que luego cambiaría por unos Pearl) y cencerro. En platillos prefería utilizar Zildjian y Sabian.
A lo largo de toda su carrera utilizó baquetas marca Regal.
Su última batería fue precisamente una Premier verde Birch, con 3 toms, 2 pailas, doble pedalera Pearl, rack Gibraltar y platillos Sabian.

## Discografía

### Con Inconsciente Colectivo
- Pastillas antidepresivas, religiones y demás... para el alma (1998)
- Inconscierto (2001)
- Data (disco) (2003)

### Como productor
Rafa Ugarte produjo las canciones del grupo EVA.
Un dato interesante es el hecho de que Ugarte dio a conocer al grupo Kadeho, al llevarlos a Radio U. Ugarte ha trabajado con este grupo desde sus inicios, cuando se hacían llamar "Praxis".
Ugarte compuso el Himno al desaparecido Rock Fest. Esta canción viene incluida en el disco "Rock Fest", disco que registraba un compilado de canciones de importantes bandas costarricenses que participaron en ese evento,  el cual fue trascendental para la escena local musical del país.